# Quintin Esterhuizen
Quintin Esterhuizen (nascido em 5 de setembro de 1994) é um jogador de rugby union namibiano, atualmente a jogar com a Seleção Namibiana de Rugby Union.

## Carreira no rugby
Esterhuizen nasceu em Springs, na África do Sul, mas cresceu em Windhoek. Ele foi selecionado para representar a Namíbia nos sub-16 e sub-18 entre 2010 e 2012, e fez sua estreia na Namibia em 2014 contra Portugal. Ele também representou o Welwitschias nas competições sul-africanas Currie Cup e Vodacom Cup desde 2015.